# Tapinogyna oxypeuces
Tapinogyna oxypeuces là một loài bướm đêm trong họ Geometridae.